# BRD – Groupe Société Générale
BRD – Groupe Société Générale er en rumænsk bank med hovedkvarter i Bukarest. BRD blev etableret i 1990 efter at have overtaget aktiver fra Investment Bank of Romania. I 1999 opkøbte franske Société Générale 60,17 % af banken. De har over 2,2 mio. kunder og over 900 filialer.